# Lajos Takács
Lajos Takacs (*  21. August 1924 in Maglód; † 4. Dezember 2015) war ein ungarisch-US-amerikanischer Mathematiker, der sich mit Wahrscheinlichkeitstheorie und speziell Warteschlangentheorie befasste und mit stochastischen Prozessen.

## Leben
Takacs studierte ab 1943 an der TU Budapest mit der Promotion 1948 (mit einer Untersuchung über Brownsche Bewegung) und der Habilitation (Doktortitel im russischen System) 1957 bei Charles Jordan (Stochastische Prozesse aus der Theorie der Teilchen-Zähler). 1945 bis 1948 war er Assistent von Zoltán Bay, nahm an dessen Experiment über Radarechos vom Mond teil und war 1948 bis 1955  in den von Bay geleiteten Forschungslaboratorien von Tungsram. Außerdem war er 1950 bis 1958 am Institut für Mathematik der Ungarischen Akademie der Wissenschaften und 1953 bis 1958 Assistenzprofessor an der Eötvös-Loránd-Universität. 1958 ging er ins Ausland. Er war Lecturer am Imperial College London und an der London School of Economics, 1959 bis 1966 Professor an der Columbia University und ab 1966 an der Case Western Reserve University. 1987 wurde er emeritiert.
Er war Gastwissenschaftler an den Bell Laboratories, bei IBM Research und 1966 an der Stanford University.
Er leistete wesentliche Beiträge zur Warteschlangentheorie und führte 1954 unabhängig von Paul Lévy und Walter Smith Semi-Markow-Prozesse ein.
1994 erhielt er den John-von-Neumann-Theorie-Preis. 1993 wurde er auswärtiges Mitglied der Ungarischen Akademie der Wissenschaften.

## Schriften
- Stochastic Processes. Problems and Solutions. Methuen, 1960.
- Introduction to the Theory of Queues. Oxford University Press, 1962.
- Combinatorial Methods in the Theory of Stochastic Processes. Wiley 1967.
- Investigations of Waiting Time Problems by Reduction to Markov Processes. In: Acta Math. Acad. Sci. Hung. Band 6, 1955, S. 101–129.